# American Basketball League 1935-1936
La stagione 1935-1936 della American Basketball League fu la 9ª nella storia della lega.
Vinsero il titolo i Philadelphia Sphas, al secondo successo della loro storia, che ebbero la meglio 4-3 nella serie finale sui Brooklyn Visitations.

## Classifiche

### Prima fase
|    | Classifica prima fase 1935-1936   | V  | P  |
| -- | --------------------------------- | -- | -- |
| 1. | Philadelphia Sphas                | 14 | 5  |
| 2. | New York Jewels                   | 11 | 8  |
| 3. | Brooklyn Visitations              | 10 | 10 |
| 4. | Jersey Reds                       | 9  | 9  |
| 5. | Kingston Colonials                | 7  | 12 |
| 6. | Paterson Panthers/Trenton Bengals | 4  | 11 |

- I Paterson Panthers divennero i Trenton Bengals nel dicembre 1935. Nella seconda fase si trasferirono ancora, divenendo i Passaic Red Devils.

### Seconda fase
|    | Classifica seconda fase 1935-1936 | V  | P  |
| -- | --------------------------------- | -- | -- |
| 1. | Brooklyn Visitations              | 12 | 8  |
| 2. | Jersey Reds                       | 11 | 9  |
| 3. | New York Jewels                   | 10 | 10 |
| 4. | Kingston Colonials                | 9  | 10 |
| 5. | Philadelphia Sphas                | 9  | 11 |
| 6. | Passaic Red Devils                | 8  | 11 |

## Finale
Fase finale al meglio delle 7 partite.
|  | Finale               |                      |    |    |    |    |    |    |    |   |  |
|  |                      |                      |    |    |    |    |    |    |    |   |  |
|  | Philadelphia Sphas   | Philadelphia Sphas   | 30 | 24 | 30 | 24 | 26 | 30 | 47 | 4 |  |
|  | Brooklyn Visitations | Brooklyn Visitations | 28 | 27 | 27 | 31 | 23 | 31 | 34 | 3 |  |